# 下沃达斯
下沃达斯（匈牙利語：Alsóvadász）是匈牙利包尔绍德-奥包乌伊-曾普伦州所辖的一个村。总面积22.91平方公里，总人口1579，人口密度68.9人/平方公里（2011年1月1日）。